# OX Cosméticos
OX Cosméticos é uma empresa brasileira do ramo de produtos cosméticos. Surgiu em 1995, como empresa, e ganhou notoriedade como fabricante de produtos oriundos de tutano de boi, desenvolvidos a partir de uma receita caseira da empresária Mariângela Bordon.
Em 2004, a OX foi adquirida pelo Grupo Bertin, inicialmente de forma parcial (27%) e posteriormente em sua integralidade, passando a fazer parte da Bertin Higiene e Cosméticos..
Em 2011, a marca OX foi adquirida pela Flora, do Grupo J&F, juntamente com toda a divisão de cosméticos do Grupo Bertin, que além da marca OX, compreendia outras marcas consagradas como o Sabonete Francis, Kolene e Neutrox.